# 阿久津加菜
阿久津 加菜（あくつ かな、1987年10月30日 - ）は、日本の元女性声優。栃木県出身。現役時はマウスプロモーションに所属していた。

## 略歴
学生の頃から目立つことが好きで「自分発信をしたい」「もっと人と違うことがしたい」と思っていたという。アニメ、声優が好きな母の影響で、幼い頃から職業としての声優を知っており、「私は声優になるのが当たり前と思って育ったのが声優になったきっかけである。その気持ちは変わらずに高校卒業後、2006年に東京アナウンス学院に入学。
第1回声優アワード新人発掘オーディションに合格。その時は「チャンス！」と思って応募していたところ学校の代表に選ばれ、オーディションの本選までいったという。当時は緊張して、五十音順で「あくつ」なため、一番目であり、「他の人に影響されずに自分を表現できたな」と逆に良かったという。2007年に事務所マウスプロモーションにスカウトされて所属する。
『GUNSLINGER GIRL -IL TEATRINO-』にて、主人公のヘンリエッタ役を演じる。
2013年10月12日、マチ★アソビにて声優ユニットつきねこメンバーとして徳島観光大使に就任。
Twitterにて、2015年12月31日をもって声優業を引退すると発表。

## 人物
声優としては、アニメ、舞台、ゲーム、ラジオなど幅広く活躍していた。
趣味・特技は洋裁、フラフープ、ひとり映画。

## 後任
阿久津の引退後に持ち役を引き継いだ人物は以下の通り。
| 後任     | 役名     | 概要作品                      | 後任の初担当作品                    |
| -------- | -------- | ----------------------------- | ----------------------------------- |
| 早瀬莉花 | 福井子   | 『Rewrite』                   | テレビアニメ版                      |
| 高田憂希 | サーリャ | 『ファイアーエムブレム 覚醒』 | 『ファイアーエムブレム ヒーローズ』 |
| 高田憂希 | セルジュ | 『ファイアーエムブレム 覚醒』 | 『ファイアーエムブレム ヒーローズ』 |
| 高田憂希 | シャラ   | 『ファイアーエムブレムif』    | 『ファイアーエムブレム ヒーローズ』 |

## 出演
太字はメインキャラクター。

### テレビアニメ
2007年
- 逮捕しちゃうぞ フルスロットル（女性警官、アナウンス）
- おさるのジョージ

2008年
- GUNSLINGER GIRL -IL TEATRINO-（ヘンリエッタ）

2009年
- イソップ座へようこそ!（エルビス）
- クイーンズブレイド 流浪の戦士（友達の天使）
- 地獄少女 三鼎（女生徒）

2010年
- 海月姫（電話の音声）
- こばと。（利香子）
- 伝説の勇者の伝説（ファル・ペニー）

2011年
- 30歳の保健体育（モー、満満、アヒル娘、赤ちゃん）
- そふてにっ（土田祥子）
- 輪るピングドラム（千鶴）

2012年
- アドリブアニメ研究所（おとめ）
- ズーブルズ!（パンナ、マロン、ハピ、トッシュ、ピピ）
- 戦国コレクション（囚人1）
- リトルバスターズ!（風紀委員A）

2013年
- AMNESIA（ミネ）
- げんしけん 二代目（美作）
- 絶対防衛レヴィアタン（ムシュフシュ）

2014年
- ウィッチクラフトワークス（田沼佳子）
- エスカ&ロジーのアトリエ 〜黄昏の空の錬金術士〜（フラメウ）

2015年
- 黒子のバスケ（女生徒）

### 劇場アニメ
- 劇場版 空の境界 第四章 伽藍の洞（2008年、看護師）
- RE:cycle of the PENGUINDRUM [前編] 君の列車は生存戦略（2022年、千鶴）

### OVA
- GUNSLINGER GIRL-IL TEATRINO- OVA（2008年、ヘンリエッタ、エンリカ）
- kiss×sis（2008年、女子生徒）
- “文学少女”メモワールI -夢見る少女の前奏曲-（2010年、女子B）
- クイーンズブレイド 美しき闘士たち（2011年、天使B〈ヘブタエル〉）
- みのりスクランブル!（2012年、みのり[13][14]）
- カガクなヤツら（2013年、久世愛莉） - コミックス第4巻オリジナルアニメBlu-ray付予約限定版
- リトルバスターズ! EX（2014年、風紀委員A）

### ゲーム
2007年
- 宝島Z バルバロスの秘宝（ウィーキー）

2008年
- ARIA The ORIGINATION 〜蒼い惑星のエルシエロ〜

2009年
- 剣と魔法と学園モノ。2（ヒューマン・女）

2010年
- BLUE ROSES 〜妖精と青い瞳の戦士たち〜（クレア）

2011年
- AMNESIA（ミネ）
- クイーンズゲイト スパイラルカオス（ステラ）
- マクロストライアングルフロンティア（主人公〈女A〉）

2012年
- AMNESIA LATER（ミネ）
- シェルノサージュ〜失われた星へ捧ぐ詩〜（テレフンケン）
- ファイアーエムブレム 覚醒（セルジュ、サーリャ）
- 嫁コレ（ペトラルカ〈原作版〉）

2013年
- AMNESIA CROWD（ミネ）
- AMNESIA V Edition（ミネ）
- エスカ&ロジーのアトリエ 〜黄昏の空の錬金術士〜（フラメウ）

2014年
- AMNESIA LATER×CROWD V Edition（ミネ）
- AMNESIA World（ミネ）
- Rewrite（福井子）
- 城姫クエスト（名古屋城、月山富田城、鳥取城、高知城）
- 流星☆ハレーション（宇佐見千香、宇佐見千子）

2015年
- クリミナルガールズ2（シノア）
- 幻影異聞録♯FE（サーリャ）
- ファイアーエムブレムif（シャラ）

2016年
- ストリートファイターV（エネーロ）

2020年
- ドールズフロントライン（ヘンリエッタ）

### ラジオ
- マウス情報局（マウスプロモーションHP内[29]、2007年 - 2008年）
- A&G GAME MASTER GT-R AMspec（週替わりアシスタント）（文化放送：2008年10月5日 - 2010年4月4日）
- A&G GAME MASTER GT-R（週替わりアシスタント）（超!A&G+：2008年10月10日 - 2014年10月3日）
- つきねこラジオverマチネ（DNEメディアステーション：2009年11月19日 - 2010年7月8日）
- つきねこラジオverマチネ2（DNEメディアステーション：2010年7月24日 - 2011年12月14日）
- 井上喜久子のアフタヌーンラジオ（アフタヌーンKCまつり公式サイト：2010年）

### ラジオドラマ
- VOMIC コイバナ!〜恋せよ花火〜（丸井杏）
- Beeマンガ 熱いぞ!猫ヶ谷!!（久下柿子）
- ELEMENT GIRLS 元素周期 萌えて覚える化学の基本（ランタン、ラドン）

### ドラマCD
- AMNESIA ドラマCD 〜冥土の国のアムネシア〜（ミネ）
- JIHAI〜磁海〜（ヨシノ）
- つきねこ（さつき）
- 東海道HISAME -陽炎-（少年）
- VitaminXキャラクターCD『SAPPHIRE DISC』（悟郎のファン、女）
- マジナ! voice-MIX Vol.3 〜フローライト〜（本山）

### デジタルコミック
- 清く正しく美しく（上野キッカ）

### その他コンテンツ
- マチ★アソビ アニメイベントの最新型がココにある（キッズステーション、ナレーション）

## ディスコグラフィ

### キャラクターソング
| 発売日        | 商品名                                         | 歌                         | 楽曲     | 備考                                                |
| ------------- | ---------------------------------------------- | -------------------------- | -------- | --------------------------------------------------- |
| 2008年4月23日 | GUNSLINGER GIRL -IL TEATRINO- ボーカルアルバム | ヘンリエッタ（阿久津加菜） | 「doll」 | テレビアニメ『GUNSLINGER GIRL -IL TEATRINO-』関連曲 |